# Nematanthus maculatus
Nematanthus maculatus är en tvåhjärtbladig växtart som först beskrevs av Karl Fritsch, och fick sitt nu gällande namn av Wiehler. Nematanthus maculatus ingår i släktet Nematanthus och familjen Gesneriaceae. Inga underarter finns listade i Catalogue of Life.